# Dick Lips
"Dick Lips" pjesma je američkog rock sastava Blink-182, objavljena 28. veljače 1998. godine, kao trećo singl s drugog studijskog albuma sastava, Dude Ranch iz 1997. godine. Pjesmu je objavila diskografska kuća Grilled Cheese, i pomoćna diskografska kuća od Cargo Musica. Nadolazeći singl "Josie" objavila je MCA Records, pošto je sastav napustio Cargo krajem godine.

## Pozadina
"Dick Lips" napisana je o srednjoškolskim iskustvima gitarista sastava Toma DeLongea, u kojima je izbačen iz srednje škole Poway jer je pijan došao na košarkašku utakmicu. Preostale srednjoškolske godine pohađao je u srednjoj školi Rancho Bernardo. "Biti izbačen iz škole je grozan osjećaj, ali je istovremeno bila i najbolja stvar koja mi se dogodila. Jer nitko od nas ne bi bio ovdje sada," rekao je DeLonge 2001. godine. "Blink-182 postoji milijun posto samo zbog mog izbačenja iz škole.” Naslov nije značajan; bila je to uvreda koja se raširila po Big Fish Studiosu dok smo snimali album, htjeli smo je snimiti "za buduće generacije."
Pjesma se uvelike "nije uspjela popeti" na internacionalne glazbene ljestvice, primarno zbog ogromnog uspjeha glavnog i singla prije, "Dammit".

## Kompozicija
Pjesma je skladana u A dur tonalitetu, s mjerom 4/4 i umjereno brzim tempom od 124 otkucaja u minuti. DeLongeov raspon glasnica kreće se od E4 do E5.

## Recenzije
Online časopis, Consequence of Sound, uvrstio je pjesmu u top 10 pjesama sastava, na čak sedmo mjesto, uz komentar, "Bez kopanja u nepotrebne detalje, tekst pjesme govori o nasilju u obitelji i prospektu ljubavne čežnje, a nema nikakvog razloga za tim osim da bude 'nešto novo.' Blink je i inače teško izlazio iz okvira svojih tema, ali 'Dick Lips' je jedna od onih rijetkih pjesama sastava koja može pričati sama za sebe."

## Format i popis pjesama
CD (1998.)
1. "Dick Lips" – 2:56
2. "Apple Shampoo" – 2:52
3. "Wrecked Him" – 2:50
4. "Zulu" – 2:07

## Zasluge
Blink-182
- Mark Hoppus – bas-gitara, vokali
- Tom DeLonge – gitara, vokali
- Scott Raynor – bubnjevi

Ostalo osoblje
- Mark Trombino – produciranje, snimanje, miksanje
- Brian Gardner – mastering